# Asszámi nyelv
Az asszámi nyelv (asszámiul অসমীয়া Ôxômiya) (IPA: [ɔxɔmija]) a legkeletebben beszélt indoárja nyelv, amit leginkább India Asszám államában, az ország északkeleti részén beszélnek. Ez Asszám hivatalos nyelve. Ezenkívül beszélik még a szintén északkeleten fekvő Arunácsal Pradesben és más, itteni államban. Kis létszámú asszámiul beszélő lakossággal lehet találkozni Bhutánban és Bangladesben is. Ez a legkeletibb indoeurópai nyelv, amit több mint 13 millióan beszélnek.

## Az asszámi kialakulása
Az asszámi és rokon nyelvei, a bengáli, valamint az orijá nyelv a mágadi prákrit nyelvből fejlődött ki. Suniti Kumár Csátterji szerint a mágadi prákrit keleten négy nyelvjárás alapját vetette meg. Ezek a ráda, a vánga, a varendra és a kamarupa; ezen kívül ebből alakult ki a kamarupa apabrámsza. Ezt a nyelvet a Gangesz északi részén beszélik, s ebből fejlődtek ki az észak-bengáliai nyelvjárások Nyugat-Bengáliában és az asszámi a Brahmaputra völgyében. Bár már a 13. századból is maradt fenn asszámi nyelvű írás, a nyelv legrégebbi lejegyzett emlékei az 5. századból, a Kamarupa Királyság idejéből maradtak fenn, amely az 5. és a 12. század között uralta a területet. 1907-ben Nepálban asszámi nyelven írt, a 9. századból származó buddhista verseket találtak. Ezek az apabrámsza időszak végén, a kamáta király, Durlábnarajána idején jöttek létre. A csarjapada idejétől az asszámira a sin-tiveti és az ausztrálázsiai nyelvek voltak rá hatással.
Az asszámi lett az Áhom királyság udvarának nyelve a XVII. században.

## Írásrendszerek
Az asszámi az asszámi írást használja, ami a keleti nagari írásból fejlődött ki, ami a gupta írásban találta meg gyökereit. Az írásnak már a korai időktől kezdve erős hagyománya van. Ennek példáit meg lehet találni a középkori királyok rendeleteiben, földadományozásaiban, és réztábláin. Az asszáminak megvan a maga írásrendszere, amivel egy fára tudtak írni. Ezek az írások általában vallási szövegek vagy krónikák voltak. A mai asszámi helyesírása nem feltétlenül fonetikus alapú. A Hemkosh, a második asszámi szótár bevezette a szanszkrit alapú helyesírást. Ez ma az elfogadott szabályozás.

## Alaktan és nyelvtan
Az asszámi nyelvnek a következők a morfológiai jellemzői:
- A főnév nemét és számát nem jelöli.
- Harmadik személy névmásaiban megkülönbözteti a nemeket.
- Megkülönböztet tárgyas és tárgyatlan igéket.
- A rokonsági fokot kifejező főneveket a birtokos névmásnak megfelelően ragozzák
- Az ige szótövéből lehet melléknevet képezni.
- A passzív szerkezetet természetes módon lehet használni.

## Fonetikája
Az asszámi betűkészlet nyolc nem nazális és öt nazális magánhangzóból, tizenöt kettőshangzóból (melyek közül kettő nazális) és huszonegy mássalhangzóból áll.
Az IPA és a romanizált (ROM) átírás
|             | Elöl | Elöl | Középen | Középen | Hátul | Hátul |
|             | IPA  | ROM  | IPA     | ROM     | IPA   | ROM   |
| ----------- | ---- | ---- | ------- | ------- | ----- | ----- |
| Magas       | i    | i    |         |         | u     | u     |
| Magas-közép |      |      |         |         | ʊ     | û     |
| Középső     | e    | e    |         |         | o     | o     |
| Alsó-közép  | ɛ    | ê    |         |         | ɔ     | ô     |
| Alsó        |      |      | a       | a       |       |       |

|                     | Labiális | Labiális | Alveoláris | Alveoláris | veláris | veláris | Glottal | Glottal |
|                     | IPA      | ROM      | IPA        | ROM        | IPA     | ROM     | IPA     | ROM     |
| ------------------- | -------- | -------- | ---------- | ---------- | ------- | ------- | ------- | ------- |
| Zöngétlen hang      | p pʰ     | p ph     | t tʰ       | t th       | k kʰ    | k kh    |         |         |
| Zöngés hang         | b bʰ     | b bh     | d dʰ       | d dh       | ɡ ɡʰ    | g gh    |         |         |
| Zöngétlen réshangok |          |          | s          | s          | x       | x       | h       | h       |
| Zöngés réshangok    |          |          | z          | z          |         |         |         |         |
| nazális hangok      | m        | m        | n          | n          | ŋ       | ng      |         |         |
| Approximants        | w        | w        | l, ɹ       | l,r        |         |         |         |         |

Az asszámi és az indoeurópai nyelvcsaládba tartozó rokon ind nyelvek fonetikájában számos eltérés mutatkozik.

### Alveoláris zárhang
Az asszámi nyelv fonémakészlete annyiban egyedi az ind nyelvcsoportban, hogy hiányzik belőle a hátrahajlított nyelvheggyel képzett zárhang és más zárhang közötti különbségtétel. Történelmileg a fogi és a retroflex zárhangok mindkettő beleolvadt az alveoláris (fogmedri) zárhangzóba. Ez nagymértékben megkülönbözteti az asszámit a többi ind nyelvtől, mivel megváltoztatja az artikulációt. Az egyetlen hasonló nyelv, ahol a retroflex zárthangok előrejöttek alveoláris zárthangokká, az a bengáli nyelvnek a keleti nyelvjárásai, melyek közeli nyelvrokonnak számítanak (bár ezekben is megmaradt a fogi zárthang különállása).

### Zöngétlen, ínynél képzett réshangok
A többi keleti ind nyelvtől eltérően az asszámiban megvan a zöngétlen, ínynél képzett réshang x is, (x, IITG, egy anyanyelvi beszélő kiejtésében), ami történetileg a szibilánsok egyik fajtájából alakult ki. Az ínynél képzett réshang képzése a szibiláns [s]-ből egyértelmű a nyelv asszámi nevéből. Néhány asszámi Oxomiya/Ôxômiya-t szeret írni az Asomiya/Asamiya helyett, hogy hogy utaljon a nemzetközi fonetikus ábécében [x]-szel jelölt hangra. Ez az [x] hang jelen volt a védikus szanszkrit nyelvben is, de a klasszikus szanszkritban eltűnt. Három szanszkrit szibiláns összevonásával visszajött az asszámi nyelvbe. A hang olyan közeli nyelvekben is jelen van, mint amilyen a csitagóniai.
A hangot többféleképpen írják át az IPA jelrendszerébe, attól függően, hogy zöngétlen, ínynél képzett réshang, [x], zöngétlen, uvuláris (nyelvcsappal képzett) réshang [χ] vagy zöngétlen, ínynél képzett hangnak [ɰ̥] tekintik. Ebben nincs egyetértés a vezető fonológusok és fonetikusok között. A hang néhány változatát különböző népcsoportoknál és nyelvjárásoknál figyelték meg. A beszélőtől, a beszédtől, a stílustól és a hangfelvétel minőségétől függően mindhárom alaphangot ki lehet olvasni akusztikusan az aktuális asszámi fonémából.

### Szájpadlási orrhang
Az asszámi a többi indoárja nyelvvel ellentétben kiterjedten használ szájpadlási orrhangot. Ezekben a nyelvekben a szájpadlási orrhangot mindig egy másik hanggal összekötve használják, azonban az asszámiban elkülönülve használják.

### Magánhangzókészlet
A keleti ind nyelvek, mint amilyen az asszámi, a bengáli, sziléti és az orijá, nem különböztetik meg a magánhangzók hosszát, azonban átfogó hátul képzett magánhangzókészletük van. Az asszámi esetében négy hátul képzett kerek magánhangzó van: az ô [ɔ], o [o], û [ʊ], és u [u]. Ez a négy magánhangzó fonetikailag eltér egymástól, mint ahogy az a következő példákban látható: কলা kôla [kɔla] 'süket', ক'লা kola [kola] 'fekete', কোলা kûla [kʊla] 'öl (testrész)', és কুলা kula [kula] 'rosta'.
A középmagasan hátul képzett kerek magánhangzó, az û [ʊ] egyedülálló a nyelvcsaládnak ebben az ágában, és az idegenek számára leginkább egy [o] és [u] közötti hangnak hallatszik. A hang olyan asszámi szavakban van meg, mint amilyen a পোত pût [pʊt] 'eltemet'.

## Nyelvjárások
A 19. század közepén a Sibszágár környékén beszélt nyelvjárás került a központba, mivel a britek ezt tették az ország hivatalos nyelvévé. Ennek az volt az oka, hogy a keresztény hittérítők központja ezen a területen volt. Ma a Guvahatiban beszélt nyelvet tekintik a sztenderd asszáminak. Ez a település az asszámi nyelv területének a közepén fekszik. Az iskolában tanított és az újságokban használt asszámi a nyelv különböző dialektusaiból tartalmaz elemeket. Banikanta Kakati két nyelvjárást különített el, amit (1) keleti és (2) nyugati nyelvjárásnak nevezett el. Atonban a mai nyelvészeti tanulmányok négy nyelvjárást különböztetnek meg.  (Moral 1992), amik keletről nyugatra haladva a következők:
- keleti csoport, Szibszgár kerületben és környékén beszélik
- középső csoport, a mai Nágaonban és a hozzá tartozó területeken beszélik.
- A Kamrupi csoportot a fel nem osztott Kámrupban, Nalbariban, Barpetában, Dárrángban, Kokrajárban és Bongajgaon területein beszélik.

## Asszámi irodalom
Az asszámi nyelvű irodalom egyre inkább terjed, erősödik. A nyelv első jellemzői a 8-12. századból származó gyűjteményben figyelhetők meg. Az első írott emlékek asszámi nyelven a 14. századi udvari költők munkái, melyek legszebb példája Madáv Kandali Kota Rámájána című munkája és a kor népszerű balladái. A 16-17. században jött létre a vajsnavit irodalom, ami elvezetett a modern irodalmi formák 19. századi megjelenéséhez.